# International Christian School of Budapest
Az International Christian School of Budapest (ICSB) nemzetközi keresztény magániskola Diósdon. 1994-ben alapították meg és Magyarország egyetlen ACT vizsgaközpontja. Kedvelt iskola kínai családok köreiben. Az iskola igazgatója Kristi Hiltibran.

## Története
Az iskola megalapítását 1992-ben kezdték el tervezni, miután keresztény szervezetek szükségesnek látták egy közép-európai intézmény létrehozását, ami a hittérítő családok gyermekeit oktatná. 1994-ben nyíltak meg az ICSB kapui, akkor még csak 56 diákkal első és tizenkettedik osztály között, ami azóta már átlépte a 200 főt. Az iskola nagy szerepet játszott abban, hogy több hittérítő program is Budapestre helyezte központját, amellett, hogy félúton van a balti államok és Adriai-tenger között.

## Tanterv
Az iskola tanterve főként amerikai alapú. A 2019–2020-as tanévben nyolc Advanced Placement tantárgyat is indítottak az ICSB-ben (biológia, matematikai analízis, angol nyelv, emberföldrajz, közgazdaság, fizika és statisztika).
Az ország egyetlen ACT vizsgaközpontja.